# Roma (mitología)

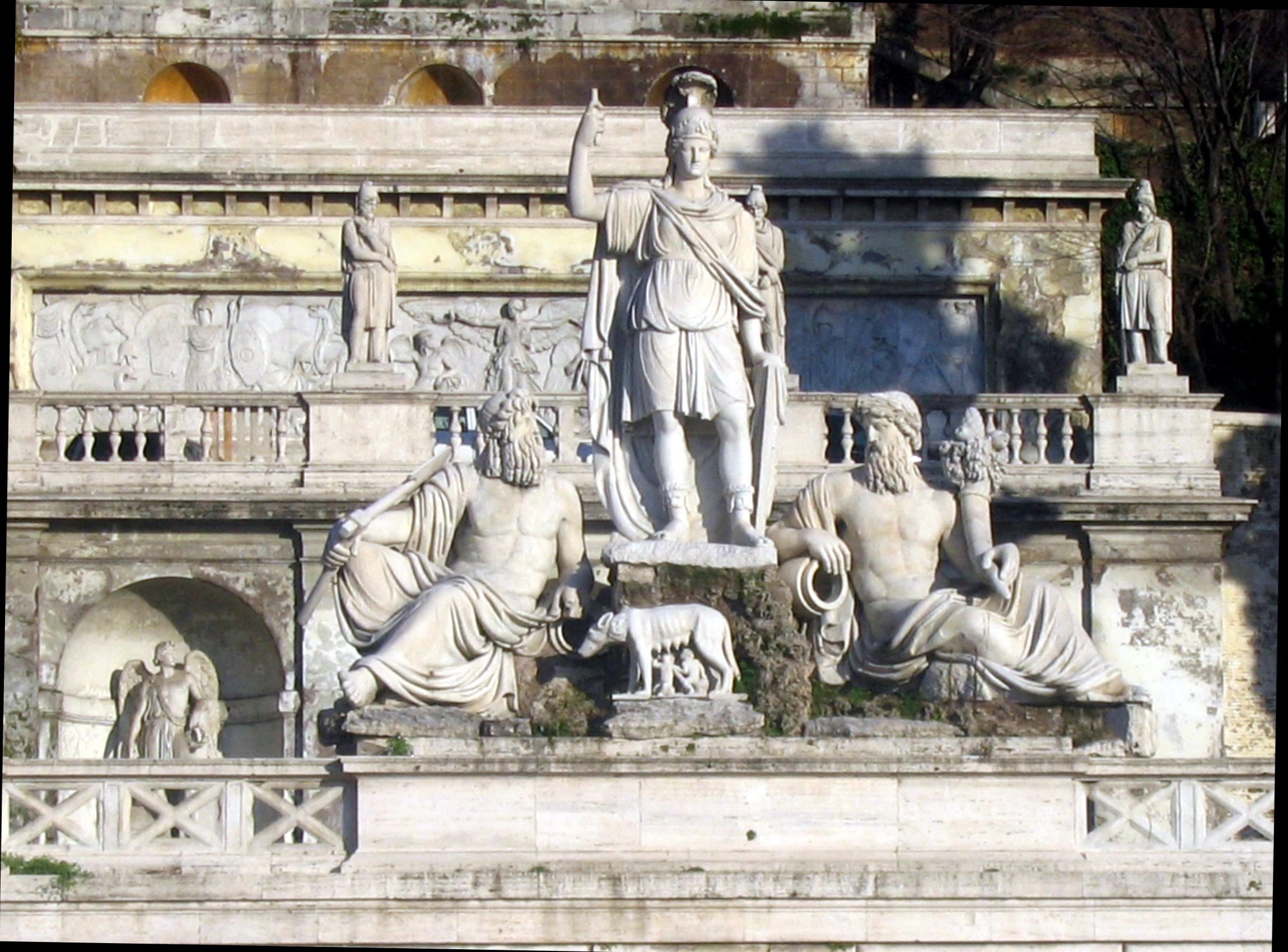
La Diosa Roma, representada en la Piazza del Popolo, en Roma.

Roma es, en la mitología romana, una diosa que personifica la ciudad o estado de Roma, principalmente en el arte de la Antigua Roma, como deidad según algunas fuentes enciclopédicas es hija de Esculapio. 
También ocasionalmente se cita a una heroína de igual nombre, Roma, sobre la que circulaban diferentes tradiciones. Una de ellas decía que era una cautiva troyana que acompañaba a Odiseo y a Eneas cuando iban a Italia desde la tierra de los molosos y que, cansada del viaje, incitó a las troyanas a quemar las naves cuando estaban en las inmediaciones del Tíber. Puesto que los colonos, tras establecerse en las inmediaciones, en el monte Palatino, fueron muy bien acogidos por los nativos y tuvieron una vida próspera, decidieron otorgar honores a Roma y poner a la ciudad su nombre. Otras tradiciones la consideraban hija de Ascanio, o esposa de Eneas, o hija de Ítalo y Leucaria, o hija de Evandro. 

## Primera representación
Roma aparece primeramente representada en algunas monedas del 269 a. C. y también en monedas romanas de Locri (Calabria) en el 204 a. C.
La poetisa griega Melino compuso un himno a la diosa Roma.